# Anne Laperrouze

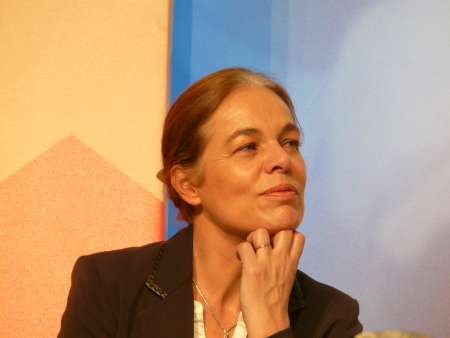
Anne Laperrouze (2009)

Anne Laperrouze (ur. 4 lipca 1956 w Puylaurens) – francuska polityk, samorządowiec, w latach 2004–2009 eurodeputowana.

## Życiorys
W 1978 ukończyła studia z zakresu elektrochemii i elektrometalurgii w Grenoble. Krótko pracowała na Université du Québec jako badacz naukowy, następnie związana z firmami przemysłu petrochemicznego, metalurgicznego i samochodowego. Zaangażowała się w działalność Unii na rzecz Demokracji Francuskiej (UDF).
W 2001 została merem Puylaurens, w 2008 uzyskała reelekcję na sześcioletnią kadencję. Zasiadła także w radzie departamentu Tarn.
W 2004 uzyskała mandat posłanki do Parlamentu Europejskiego VI kadencji. W PE przystąpiła do grupy Porozumienia Liberałów i Demokratów na rzecz Europy, od 2008 była wiceprzewodniczącą  Komisji Przemysłu, Badań Naukowych i Energii. Rok wcześniej z UDF przystąpiła do Ruchu Demokratycznego. W Europarlamencie zasiadała do 2009.